# قانون اساسی بلاروس

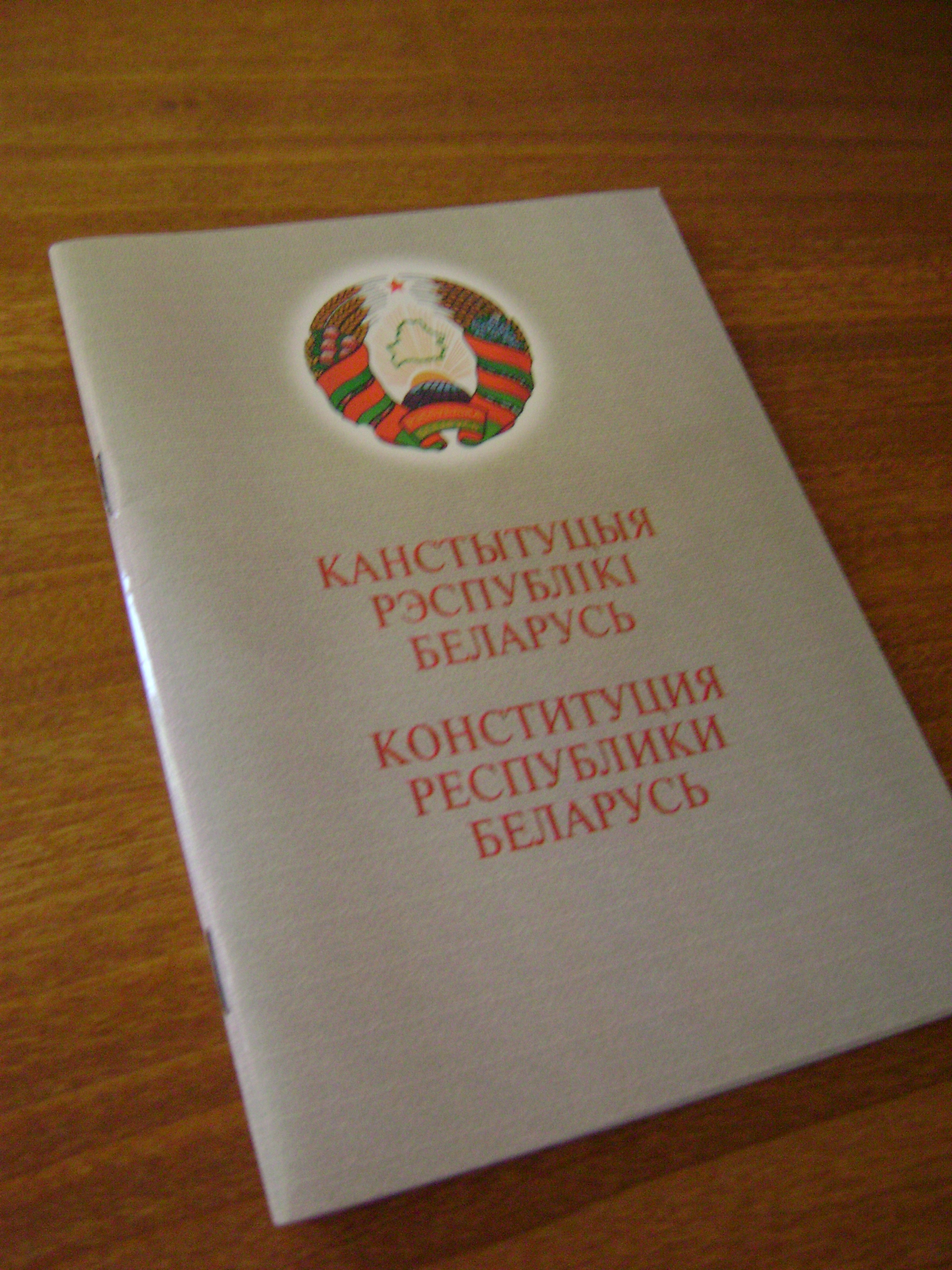
نسخه ای از قانون اساسی که از طرف دولت برای شهروندان منتشر شده‌است. نام سند به زبان بلاروسی و روسی درج شده‌است.

قانون اساسی بلاروس (بلاروسی: Канстытуцыя Рэспублікі Беларусь، روسی: Конституция Республики Беларусь) بالاترین قانون در بلاروس است. این قانون در سال ۱۹۹۴ سه سال پس از استقلال این کشور از اتحاد جماهیر شوروی سوسیالیستی تأیید شد. در این سند چارچوب رسمی دولت بلاروس و نحوه تشکیل آن و حقوق و آزادی‌های شهروندان تشریح شده‌است. این قانون در ابتدا توسط شورای عالی بلاروس، قوه مقننه سابق این کشور تهیه شد و سپس برای استفاده کارشناسان حقوقی و شهروندان بهبود یافت. محتویات قانون اساسی شامل یک مقدمه، ۹ بخش و ۱۴۶ مقاله است.